# Xuân Giao (nhạc sĩ)
Xuân Giao (2 tháng 1 năm 1932 – 21 tháng 8 năm 2014), tên thật là Trương Xuân Giao, một nhạc sĩ thuộc dòng nhạc cách mạng người Việt Nam. Ông được biết đến qua một số ca khúc như Cô gái mở đường, Chào sông Mã anh hùng, Em mơ gặp Bác Hồ.

## Tiểu sử
Xuân Giao, sinh ngày 2 tháng 1 năm 1932 tại Hưng Yên, trưởng thành ở đất Kiến An, Hải Phòng.
Năm 1950, ông đi bộ đội ở Đoàn Văn công Quân đội trong mười năm. Từ năm 1960, ông là cán bộ biên tập Nhà Xuất bản Âm nhạc. Ông nghỉ hưu năm 1992.

## Tác phẩm
- Anh phi công ơi (thơ Xuân Quỳnh) (1965)
- Bài ca biên giới (1978)
- Bài ca trên máy kéo
- Bàn tay mẹ
- Bay trên bầu trời Tổ quốc
- Bình minh Hạ Long
- Bốn mùa đất nước gọi tên anh
- Câu chuyện chăn nuôi
- Con cò
- Con cò cánh trắng
- Cô gái mở đường (1966)
- Cô gái trồng rừng
- Cô mậu dịch viên
- Cùng múa vui
- Chào sông Mã anh hùng (1967)
- Cháu yêu bà (1969)
- Đất mỏ anh hùng
- Đất nước
- Đi tới những chân trời (1966)
- Em mơ gặp Bác Hồ (1969)
- Em yêu Thủ đô
- Gửi các anh người chiến thắng
- Gửi người bạn lái xe
- Giấc mơ của bé (1992)
- Giữ vững biển trời Quảng Bình – Vĩnh Linh (1965)
- Hàng lên biên giới
- Hát ở Cửu Long
- Hát ru
- Hát về Lê Mã Lương
- Hát về thành phố tương lai
- Hội cấy mùa xuân
- Là măng non Thành phố Hồ Chí Minh
- Một vùng lúa quê em
- Múa cho mẹ xem (1966)
- Mùa xuân gửi chú bộ đội
- Mùa xuân vui trên mỏ Tĩnh Túc
- Nghệ Tĩnh mình đây
- Những đường dây hát
- Sức trẻ mùa xuân
- Ta lại kéo pháo vào trận địa
- Tây Nguyên chiến thắng
- Tiếng hát trên đồng lúa Nam Hà (1975)
- Trước tượng đài Lý Tự Trọng
- Về Đồng Hới

## Qua đời
Nhạc sĩ Xuân Giao qua đời ngày 21 tháng 8 năm 2014, sau một thời gian chống chọi với bệnh tật, hưởng thọ 82 tuổi.